# Ethelred II.
Æthelred II., někdy také Æthelred II. Nerozhodný, (cca 968 – 23. duben 1016) byl anglickým králem v letech 978 až 1013 a poté 1014 až 1016. Byl synem krále Edgara a jeho manželky Ælfthryth. Hlavní část jeho vlády byla poznamenána odrážením útoků vikingů.

## Mládí
Æthelredův otec, král Edgar, zemřel náhle v červenci 975 a zanechal po sobě dva mladé syny. Starší Eduard pocházel z jeho prvního manželství s Æthelflæd. Mladší Æthelred, v té době měl 10 let, se narodil druhé Edgarově manželce Ælfthryth, se kterou se Edgar oženil roku 964. Po Edgarově smrti byl předpokládaným následníkem Eduard, ale popudil si svým jednáním mnoho vlivných šlechticů, kteří podporovali nástupnictví Æthelreda. Oba mladíci byli příliš mladí, aby hráli významnou roli v politickém vyjednávání. Æthelredovo nástupnictví podporovala jeho matka, vlivný šlechtic Elfhere a Ethelwold z Winchesteru. Eduarda podporovali Dunstan, arcibiskup canterburský, Oswald, arcibiskup yorský a šlechtici Ethelwin, správce Východní Anglie a Byrhtnoth, správce Essexu. Eduardovým spojencům se podařilo prosadit svého favorita a Eduard byl prosazen jako Edgarův nástupce.
Eduardova vláda trvala pouze tři roky a o tomto období existuje pouze minimum informací. Přesto je známo, že tato doba byla poznamenána velkými politickými nepokoji. Eduard daroval klášterům velké množství pozemků, což ale popudilo tradiční aristokracii. Na konci jeho vlády došlo k opačnému jevu, kdy vlivní šlechtici zabavovali takto darovanou půdu. Eduard byl zavražděn na Æthelredově panství a zdá se, že jeho vražda byla plánována. Neexistuje ale žádné svědectví podporující informaci, která se objevila v písemných materiálech o století později, o tom, že by jeho vraždu plánovala matka jeho nevlastního bratra. Za tuto vraždu nebyl nikdo potrestán a Æthelred byl měsíc po Eduardově smrti korunován anglickým králem. V té době mu bylo asi 13 let.

## Konflikty s Dány
V polovině 10. století zažívala Anglie období poměrného míru, poté co Æthelredův otec Edgar znovu ovládl Danelaw. Počínaje rokem 980 začaly malé skupiny Dánů napadat pobřeží Anglie. Tyto konflikty nepředstavovaly pro Anglii velké problémy, ale znamenaly první diplomatické kontakty s Normandií. Dánští vikingové v některých případech po svých nájezdech hledali útočiště v normanských přístavech. To vedlo k nárůstu napětí mezi anglickým a normanským dvorem. K urovnání sporů přispěl i papež Jan XV. a výsledkem jeho úsilí byl podpis mírové dohody v Rouenu roku 991.
Nicméně v srpnu téhož roku se objevila u anglických břehů velká dánská flota. Po několika výpadech na jihovýchodní pobřeží doplula k ústí řeky Blackwater a její posádka obsadila Northey Island. Nedaleko odsud na východ se nacházelo pobřežní město Maldon, kde sídlil správce Essexu s vojenskou posádkou. Obě strany se utkaly v bitvě u Maldonu, která skončila vítězstvím Dánů. Byla to první ze série porážek anglických sil od dánských nájezdníků.
Roku 991 bylo Æthelredovi 24 let. Po porážce u Maldonu se rozhodl Dánům ustoupit a zaplatil jim 10 000 liber za zachování míru. Přesto dánská flota pokračovala v cestě kolem anglického pobřeží s výpady na pevninu a doplula Temží až do blízkosti Londýna. Bitva, která se krátce nato rozpoutala, byla nerozhodná. Æthelred se setkal s vůdcem dánského vojska Olafem Tryggvasonem a dohodl s ním mír zahrnující podmínky života Dánů usídlených v oblasti Danelawu, včetně omezení počtu jejich obyvatel a povolení trhů. Ujednání také zahrnovalo dohodu, že útoky Dánů z předchozího období budou zapomenuty a Dánové obdrží 22 000 liber za zachování míru. Roku 994 byl Olaf pokřtěn a jeho kmotrem se stal Æthelred. Po této události Olaf odjel do Norska a do Anglie se už nevrátil.
Roku 997 se útoky Dánů opakovaly. Zřejmě se jednalo o zbytky původní armády doplněné o stálé obyvatele Danelawu. Zpustošili Cornwall, Devon, západní Somerset a roku 997 jižní Wales, Dorset, Hampshire a roku 998 Sussex. Roku 999 napadli Kent a roku 1000 opustili Anglii a dorazili do Normandie. Důvodem bylo zřejmě odmítnutí platby za udržení míru. Æthelred využil toto krátké období k tomu, aby sebral své vojsko a zaútočil na Strathclyde.
Roku 1001 se dánská flota vrátila a zpustošila Sussex. V té době se flota vrátila na svou základnu na Isle of Wight. Později dánské vojsko napadlo jižní Devon, i když se Angličanům podařilo jejich útok odrazit u Exeteru. Nicméně Æthelredovo vojsko utrpělo ztráty a na jaře roku 1002 pro udržení míru Æthelred zaplatil Dánům 24 000 liber. Časté platby obrovských částek za udržení míru jsou často považovány za Æthelredovu slabost a krátkozrakost. Přesto na jeho obranu je třeba zmínit, že tato praxe byla použita již v době Alfréda Velikého a byla běžným způsobem řešení konfliktů.
Zdá se, že žádné finanční prostředky nemohly zastavit dánské útoky, ale spíše je podporovaly. Roku 1003 dánská armáda pod vedením Svena Vidlího vouse plenila západní část země. Roku 1004 zaútočili na Východní Anglii, kde vyrabovali Norwich. V tomtéž roce se šlechtic Ulfcytel Snillingr utkal s Dány. I když utrpěl porážku, způsobil Dánům velké ztráty a téměř se mu podařilo zničit jejich lodě. Roku 1005 dánské vojsko opustilo Anglii, pravděpodobně pro ztráty způsobené v bojích ve Východní Anglii nebo z důvodu hladomoru, který v tomto roce sužoval Británii.
V následujících dvanácti letech byla Anglie pustošena sérií útoků dánské armády, které Æthelredovo vojsko nebylo schopno efektivně odrážet. Æthelred byl pouze schopen zastavit jejich postup platbou velkých částek výkupného (Danegeld). Každá takováto platba vedla k odchodu dánského vojska, ale po jednom nebo dvou letech dorazilo do Anglie další dánské vojsko a výše výkupného se zvyšovala. Æthelredovou zoufalou reakcí byl masakr Dánů trvale žijících v Anglii 13. listopadu 1002. Nakonec byl roku 1013 anglický odpor zlomen, Sven dobyl celou zemi a přinutil Æthelreda, aby opustil Anglii.
Sven přežil své vítězství jen několik týdnů. Roku 1014 byl dánskou armádou prohlášen anglickým králem Knut Veliký, ale téhož roku byl z Anglie vypuzen. Knut se se svým vojskem vrátil do Anglie roku 1015. Æthelredova kontrola Anglie se znovu zhroutila poté, co zemřel v Londýně 23. dubna 1016. Æthelred byl pohřben v původní katedrále svatého Pavla a jeho nástupcem se stal jeho syn Edmund II.

## Manželství a potomci
Æthelred se nejprve oženil s Ælfgifu, dcerou Thoreda, správce Yorku, se kterou měl šest synů – Æthelstana (†1011), Edmunda (jeho nástupce na anglickém trůnu), Ecgberhta, Eadreda, Eadwiga (zabit roku 1017) a Edgara. Také spolu měli čtyři dcery – Editu, Ælfgifu, Wulfhild a Æthelredu.
Druhou Æthelredovou manželkou, se kterou se oženil roku 1002, byla Emma Normanská, dcera Richarda II., vévody z Normandie. Emmin prasynovec Vilém I. Dobyvatel později odvozoval svůj nárok na anglický trůn z tohoto příbuzenského vztahu. S Emmou měl Æthelred dva syny – Eadwearda (pozdějšího anglického krále Eduarda III.) a Elfreda a dceru Godu.